# Napvilág Íróklub
A Napvilág Íróklubot 2004. szeptember 10-én alapította Pákozdi Gabriella, Pákozdi Dávid és Nádor Gábor. Az alap elképzelés szerint olyan amatőr irodalmi közösséget szerettek volna létrehozni, amely ingyenes publikálási és fejlődési lehetőséget nyújt az internet segítségével.

## Indulás
Lassú és nehézkes indulás után egyre többen csatlakoztak a nonprofit kezdeményezéshez, a szerkesztők alig győzték feltölteni a rengeteg e-mail útján kapott verset és prózai alkotást. Kisebb-nagyobb barátságok és alkotói csoportok alakultak ki a klub fórumán, amely akkor még egy ingyenes tárhelyen volt elérhető.

## Felfutás
2005 nyarára annyira megszaporodtak a regisztrálási kérelmek és a beérkező művek száma, hogy a szerkesztőség megbízott egy honlapkészítéssel foglalkozó céget, szerkesszék meg a Napvilág Íróklub számára nagy előrelépést jelentő dinamikus weboldalt. 2005 szeptemberében került átadásra az új portál, ekkor került levédésre a www.napvilag.net domain név is, ami mára sokak számára összefonódik az internetes irodalom fogalmával.
Még annak az évnek a végén a klub az óbudai Tropicariummal közös novellaíró pályázatot írt ki gyermekek számára. A pályázat nagyon jól sikerült, nem várt mennyiségű mese érkezett be a decemberi határidőig.
Továbbgondolva a meseíró pályázatot, 2006 elején került beindításra az ABC-pályázat, amelynek lényege, hogy minden hónapban egy adott szóval kell verset vagy prózát írni. Az első évben egy online könyváruház biztosította a havi nyertesek ajándékát, míg 2007-ben a nagynevű Interpress Magazin ajánlott fel fél-fél éves előfizetést. Sorban haladva az abc betűin (kivéve a q, w és y betűket) végül 2007 végén köszönt le a közel két éven keresztül tartó pályázatsorozat.
2007 február elején egy negyed órás interjút sugárzott a Klubrádió a Napvilág Íróklubról. Az interjút Kovács M. Veronika készítette Pákozdi Gabriellával.
2007 őszén újabb kihívás várt az íróklub tagjaira: a klubot a húsipari termékeket gyártó Kaiser Foods kérte fel arra, hogy a cég profiljába vágó versekkel színesítsék promóciós kiadványukat.

## Jelen
Valamivel több, mint két évvel az indulást követően, a Napvilág Íróklub életében komoly változás állt be. A szerkesztőség elérkezettnek látta az időt, hogy az online kulturális élet más területeire is átevezzenek és létrehozták a "Napvilág.Net - kulturális hírportál és online magazin"-t. Az íróklub természetesen nem szűnt meg, csupán átköltöztették a iroklub.napvilag.net aldomainre és ott működik tovább.
Hogy mekkora igény van az amatőr irodalom publikálási lehetőségére, arra legnagyobb bizonyítékot a Napvilág Íróklub statisztikái adják: három év alatt több, mint félezren csatlakoztak és 15000 cikk, vers és novella került feltöltésre a honlapra.

## Irodalmi estek
Néhány találkozó után, 2007. november 10-én végre a nagyközönség előtt is megmutatta magát a klub. A budapesti Pinceszínházban megtartott telt házas felolvasóest olyan jól sikerült, hogy pár héten belül már két másik est szervezésébe is belekezdtek a tagok.
2008. februárjában illetve novemberében egy-egy alkalommal a Bálint Ház adott helyet az Íróklub műsorának.